# جلسه احضار ارواح در یک بعدازظهر بارانی
جلسهٔ احضار ارواح در یک بعدازظهر بارانی (انگلیسی: Séance on a Wet Afternoon) یک فیلم درام جنایی به کارگردانی برایان فوربز است که در سال ۱۹۶۴ منتشر شد. از بازیگران آن می‌توان به کیم استنلی، پاتریک مگی و ریچارد اتنبورو اشاره کرد.